# Загитов, Ильназ Насихович
Ильназ Насихович Загитов (род. 30 апреля 1976 года, д. Татарский Азибей, Татарская АССР) — российский хоккеист, тренер.

## Биография
Ильназ Загитов — воспитанник СК школы № 12 г. Ижевска и СДЮСШОР «Ижсталь».
Профессиональную карьеру начал в 15-летнем возрасте в сезоне 1991/1992, дебютировав в главной команде Удмуртии в последнем советском Первенстве, ставшем по ходу розыгрыша Открытым чемпионатом СССР-СНГ. В шестнадцатилетнем возрасте, забросил свои первые шайбы, отметившись сразу дублем в выездном матче против клуба ЦСК ВВС-«Маяк» 16 декабря 1992 года.
Совладелец (совместно с Робертом Харисовым) рекорда «Ижстали» по количеству сезонов в команде. Чемпионат 2014/2015 стал для него пятнадцатым в форме «сталеваров».
За предыдущие 14 сезонов (1991/1992—1992/1993, 1995/1996—2001/2002, 2008/2009—2011/2012, 2013/2014) провёл под флагом «Ижстали» в официальных соревнованиях 638 игр, набрал 209 (67+142) результативных баллов.
По завершении спортивной карьеры в 2015 году возглавил ижевскую «Ижсталь». В сезоне ВХЛ 2015/2016 привёл команду к серебряным медалям Высшей хоккейной лиги (ВХЛ).
14 декабря 2016 года главным тренером клуба стал Сергей Душкин, Загитов переведён на должность тренера.
Обе дочери Загитова профессионально занимаются фигурным катанием. Старшая дочь Алина серебряный призёр зимних Олимпийских игр в командных соревнованиях и чемпионка в личном первенстве. Младшая — Сабина, также фигуристка и тренеры отмечали больший потенциал в детском возрасте, чем у Алины, но перейдя в профессионалы не добилась сравнимых успехов.

### Достижения
- Серебряный призёр Высшей хоккейной лиги («Ижсталь», 2016)

### Статистика (главный тренер)
Последнее обновление: 27 мая 2016 года
| Команда | Турнир-сезон | Регулярный сезон | Регулярный сезон | Регулярный сезон | Регулярный сезон | Регулярный сезон | Регулярный сезон | Регулярный сезон | Регулярный сезон | Регулярный сезон | Плей-офф | Плей-офф | Плей-офф  |
| Команда | Турнир-сезон | И                | В                | ВО/ВБ            | Н                | ПО/ПБ            | П                | О                | О%               | Результат        | В        | П        | Результат |
| ------- | ------------ | ---------------- | ---------------- | ---------------- | ---------------- | ---------------- | ---------------- | ---------------- | ---------------- | ---------------- | -------- | -------- | --------- |
| Ижсталь | ВХЛ 2015-16  | 49               | 22               | 8                | —                | 5                | 14               | 87               | 59,2%            | 10-е в Лиге      | 13       | 8        | Финал     |